# Aerodramus ceramensis
Aerodramus ceramensis là một loài chim trong họ Apodidae.